# Пине-Люксембург, Анри-Леон д’Альбер
Анри́-Лео́н д’Альбе́р-Люксембу́рг (фр. Henri-Léon d’Albert-Luxembourg; 5 августа 1630 — 19 февраля 1697, Париж) — герцог де Пине-Люксембург, принц де Тенгри, официально объявленный слабоумным и лишённый наследства.
Сын Леона д’Альбера, герцога де Пине-Люксембург, и Маргариты Шарлотты де Люксембург-Линьи.
Вырос в Линьи-ан-Барруа. Мать вышла вторым браком за графа Шарля-Анри де Клермон-Тоннера, и не интересовалась потомством от первого. Отчим, стремившийся избавиться от этих детей, предназначал пасынка к духовному сану.
По достижении совершеннолетия герцог обосновался в Париже, где попал под влияние особы низкого звания, некой Франсуазы Кизи, в короткое время потратив значительные суммы и подорвав свою репутацию. Родственники выплатили его долги при условии, что герцог возьмется за ум, чего так и не произошло.
По словам маршала Люксембурга, Анри-Леон в течение трех месяцев удерживал в своем доме Франсуазу Кизи, не позволяя ей выйти; вырвавшись на свободу, она, чтобы отомстить, передала герцога «в руки одного висельника и его шайки», в результате чего Анри-Леон потратил остатки своего наследства.
Проведя десять месяцев в Бастилии, он пытался жениться на богатой вдове, в два раза старше по возрасту, но мать не дала разрешения на мезальянс.
В 1652 поддался на уговоры семьи и стал субдиаконом, в следующем году дьяконом, стал известен как аббат Люксембург, но затем отправился в Рим, где папа разрешил его от обетов. Вернувшись в Париж, Анри-Леон тайно женился на Франсуазе Кизи; дочь от этого брака Франсуаза-Элеонора была крещена 3 января 1659. Когда об этом стало известно, семья добилась признания Анри-Леона слабоумным, поместив его в сумасшедший дом в монастыре Сен-Лазар.
В 1661 году в соответствии с планом, разработанным вместе с мадам де Шатийон, принц де Конде и граф де Клермон извлекли его из лечебницы, и в обмен на пожизненный пенсион в 10 тыс. ливров добились от герцога передачи прав на наследство единоутробной сестре Мадлен-Шарлотте-Бонне-Терезе де Клермон-Тоннер. Для этого он 15 февраля 1661 был признан вменяемым, и 16 марта подписал требуемый документ.
Его пригласили на свадьбу Мадлен, получившей после устранения последнего препятствия в лице Мари-Луиз-Клер д’Альбер-Люксембург, титул герцогини де Пине-Люксембург, с Франсуа-Анри де Монморанси-Бутвилем, после чего, по словам герцога де Сен-Симона, Анри-Леона упрятали обратно в Сен-Лазар, откуда он больше не вышел.